# Стрельба в средней школе Антиохии
Стрельба в средней школе Антиохии — произошла 22 января 2025 года в районе Антиох города Нэшвилл, штат Теннесси, США. 17-летний ученик Соломон Хендерсон открыл стрельбу в школьном кафетерии, убив одного ученика и ранив другого, после чего застрелился.

## Ход событий
Стрельба началась в 11:09 утра. Хендерсон столкнулся с 16-летней студенткой Джосселин Кореа Эскаланте в кафетерии и убил её из своего пистолета. Затем Хендерсон покончил с собой выстрелом в голову. Пострадали два человека: один был задет пулей, другой получил травму лица в результате падения. Оба пострадавших были учениками школы. Всего во время стрельбы было произведено 10 выстрелов. Стрельба частично транслировалась на сервисе Kick.
Перед стрельбой нападавший зашёл в школьную уборную, и как предполагают, взял там оружие. Нападавший использовал 9-мм полуавтоматический пистолет Taurus G2C.
Пистолет был легально приобретен в Аризоне в 2022 году и никогда не числился украденным. Два офицера школьного ресурса находились в здании школы, но в момент стрельбы не были в кафетерии. В школе не было металлодетекторов.

## Нападавший
Нападавший был опознан как 17-летний афроамериканский школьник Соломон Хендерсон (англ. Solomon Sahmad Charlie Henderson; род. 23 марта 2007 — 22 января 2025). Департамент полиции Нэшвилла заявил, что расследовал записи и посты в социальных сетях, которые публиковал Хендерсон. В записях Хендерсон восхвалял различных массовых убийц, включая исполнителей стрельбы в мечетях Крайстчёрча и стрельбы в Братиславе, и разделял антисемитские и расистские взгляды. В 288-страничном дневнике, Хендерсон, выражал желание убивать людей и страх быть пойманным властями. В отдельном 51-страничном документе им выражались убеждения белого супрематизма и неонацизма, включая ненависть к группам меньшинств. Хендерсон описывал себя как чернокожего человека, который "не признаёт представителей своей расы". Хендерсон, по его словам, был частым пользователем ультраправого имиджборда Soyjak.party, его манифест содержал несколько мемов и жаргонизмов, взятых с этого имиджборда. Полицейские следователи обнаружили доказательства того, что Хендерсон и стрелявшая в христианской школе «Изобилие жизни», Натали Рупноу, следили друг за другом в социальных сетях, но не делились планами о своих нападениях. Одноклассники описывали Хендерсона как тихого и умного человека.
Сообщалось о том, что Хендерсон был отстранен от занятий на два дня после того, как принëс в школу кусачки и угрожал другому ученику. Он также должен был предстать перед судом по делам несовершеннолетних.
После обнародования данных о судимостях Хендерсона в мае 2025 года выяснилось, что в ноябре 2023 года на его электронных устройствах были обнаружены материалы с изображением сексуального насилия над детьми; полиция заявила, что он скачал эти материалы из Интернета. Хендерсон был задержан полицией, а затем передан родителям с условием, что он будет использовать интернет только для школьных заданий. Из материалов дела также следует, что утром в день перед стрельбой Хендерсон был в суде по делу о нарушении условий пробации. Вскоре после суда мать отвезла его в школу. Согласно показаниям, когда Хендерсон учился в соседней средней школе, он якобы сказал учителю что-то «тревожное», а сотрудники школы обнаружили на его школьном ноутбуке что-то, что было описано как «вызывающее беспокойство». В своём манифесте Хендерсон рассматривал возможность нападения на свою бывшую среднюю школу, говоря: «Может быть, я должен установить бомбы возле средней школы и начальной школы возле моего дома, чтобы отвлечь внимание. Чтобы задержать полицию».

## Реакция
Трансляция стрельбы на сайте Kick, через некоторое время была удалена с сайта, а пользователь, транслировавший её, был заблокирован на сервисе.
Губернатор Билл Ли опубликовал заявление, осуждающее инцидент. Другие официальные лица штата и члены Совета государственных школ Нэшвилла опубликовали собственные заявления по поводу инцидента.
Белый дом опубликовал сообщение о том, что президент Дональд Трамп следит за развитием ситуации и «высказывает свои самые искренние мысли и молитвы».